# Distrito de Baloda Bazar
Baloda Bazar es un distrito de la India en el estado de Chhattisgarh. Su capital es la ciudad de Baloda Bazar. . Antes de su creación en 2012, era parte del distrito de Raipur.

## Administración
El distrito se subdivide en seis bloques de desarrollo llamados tahsils, de nombre Palari, Baloda Bazar, Kasdol, Bilaigarh, Bhatapara y Simga, y 3 subdivisiones llamados Baloda Bazar, Bhatapara y Bilaigarh.
La administración del distrito está encabezada por el juez de distrito, el presente magistrado para hacerse cargo del distrito recién formado es Rajesh Sukumar Toppo, un oficial de la IAS desde 2005.